# Чечен-Аул
Чечен-Аул (рос. Чечен-Аул) — село, підпорядковане місту Аргун Чечні Російської Федерації.
Населення становить 9300 осіб. Входить до складу муніципального утворення Аргунський міський округ.

## Історія
Від 1 січня 2020 року органом місцевого самоврядування є Аргунський міський округ. Раніше належало до Грозненського району.

## Населення
| 1970  | 1979  | 1990  | 2002  | 2010  | 2012  | 2013  |
| ----- | ----- | ----- | ----- | ----- | ----- | ----- |
| 4546  | ↗5389 | ↗6303 | ↗7118 | ↗8233 | ↗8359 | ↗8514 |
| 2014  | 2015  | 2016  | 2017  | 2018  | 2019  |       |
| ↗8646 | ↗8778 | ↗8908 | ↗9051 | ↗9195 | ↗9300 |       |

## Мешканці
В селі народився Хаджієв Шамсудін Магомедович (1930—2005) — муляр, Герой Соціалістичної Праці.